# Pedicia simulata
Pedicia simulata är en tvåvingeart som beskrevs av Alexander 1938. Pedicia simulata ingår i släktet Pedicia och familjen hårögonharkrankar. Inga underarter finns listade i Catalogue of Life.